# Hydnobius claviger
Hydnobius claviger är en skalbaggsart som beskrevs av Embrik Strand 1943. Hydnobius claviger ingår i släktet Hydnobius, och familjen mycelbaggar. Arten är reproducerande i Sverige.